# Чензо (Козенца)
Чензо је насеље у Италији у округу Козенца, региону Калабрија.
Према процени из 2011. у насељу је живело 124 становника. Насеље се налази на надморској висини од 843 м.